# Date Movie
Date Movie er en amerikansk komediefilm instrueret af Aaron Seltzer med bl.a. Alyson Hannigan, Eddie Griffin, Jennifer Coolidge, Adam Campbell, Fred Willard og Sophie Monk på rollelisten. Filmen havde dansk premiere den 30. juni 2006.